# Benoît Payan
Benoît Payan (sinh ngày 31 tháng 1 năm 1978) là chính khách người Pháp. Hiện tại, ông đang giữ chức vụ làm thị trưởng thành phố Marseille kể từ ngày 15 tháng 12 năm 2020.